# Standing NATO Maritime Group 2

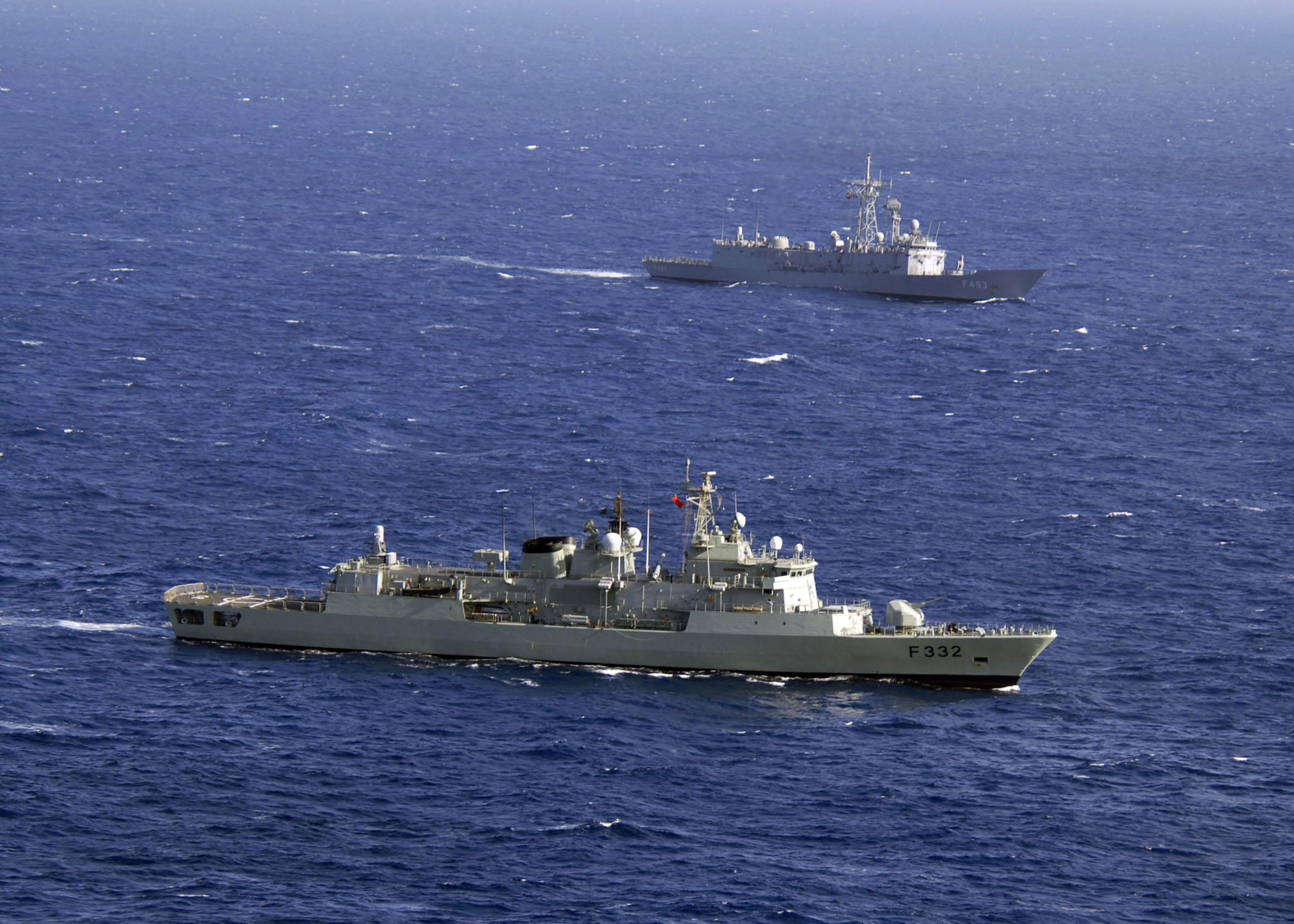
Les frégates portugaise NRP Corte-Real (F332) et turque TCG Gelibolu (F493) en Méditerranée en avril 2008.

Le Standing NATO Maritime Group 2 est une force navale multinationale de l'OTAN engagée dans l'opération Active Endeavour en Méditerranée depuis 2001. Anciennement connue sous le nom de Standing Naval Force Mediterranean (STANAVFORMED) jusqu'au 1er janvier 2005, elle est constituée de trois à huit frégates ou destroyers et d'un navire de soutien logistique. 
Il est un des éléments de la NATO Response Force et dépend du Commandement de la composante maritime - Naples de l'OTAN.

## Composition actuelle[Quand?]
- Pays-Bas : frégate HNLMS Tromp de la classe De Zeven Provinciën
- Pays-Bas : frégate HNLMS De Ruyter de la classe De Zeven Provinciën
- Danemark : navire de soutien logistique HDMS Esbern Snare (en) de la classe Absalon
- Turquie : frégate TCG Giresun (en) de la classe Oliver Hazard Perry
- États-Unis : contre-torpilleur USS Bainbridge de la classe Arleigh Burke
- États-Unis : frégate USS Halyburton de la classe Oliver Hazard Perry